# Gregorio Querejazu
Gregorio Querejazu García de Madinaveitia (Vitoria, 1925-San Asensio, 1986) fue un fotógrafo español.

## Biografía
Natural de Vitoria, fue discípulo de Alberto Schommer Koch, para cuyo estudio trabajó. Ejerció de redactor fotográfico para el periódico Pensamiento Alavés.
En la década de 1950, lanzó en colaboración con el también fotógrafo Federico Arocena el estudio Arqué. El nombre surge de la mezcla de las primeras letras de ambos apellidos. Además de tomar fotografías por encargo de particulares, también colaboraban con medios de comunicación, incluidos algunos escritos, como El Correo, Hoja de Lunes y Pensamiento Alavés, pero también la Agencia EFE y Televisión Española. Juntos amasarían 354 000 negativos que ahora custodia el archivo municipal de la ciudad. La ciudad reconoció la labor de ambos en 1986, cuando los galardonó con el Celedón de Oro.
Cuando el estudio cerró en 1975, y dada por concluida la relación laboral con Arocena, Querejazu siguió trabajando para Televisión Española.
Falleció en la localidad riojana de San Asensio en 1986.